# Theresa Kachindamoto
Theresa Kachindamoto es la jefa del distrito de Dedza en Malaui. Es conocida por  su lucha para abolir el matrimonio infantil en su país. Ha conseguido anular 2.445 matrimonios precoces, y  logró que el presidente del país prohibiese los matrimonios antes de los 18 años.

## Biografía
Theresa Kachindamoto es la menor de doce hermanos en una familia de gobernantes del distrito de Dedza, alrededor del lago Malaui. Trabajó como secretaria durante 27 años en un colegio del distrito de Zomba, en el sur de Malaui. Se casó y fue madre de cinco hijos.
En 2003, los jefes del distrito de Dedza la eligieron como jefa principal del distrito, con más de 900.000 habitantes. Ella entiende que la eligieron porque era "buena con la gente" y que desde ese momento era jefa principal, le gustara o no. Aceptó el cargo y regresó a Monkey Bay, donde asumió la tradicional túnica roja, los abalorios y la diadema de piel de leopardo. Kachindamoto se convirtió en la Inkosi de la línea Chidyaonga de la dinastía Maseko o Gomani como Kachindamoto VII en sucesión de Justino Kachindamoto VI, que había ostentado el título entre 1988 y 2001 tras la regencia de Sunduzeni de 2001 a 2003.

## Activismo contra el matrimonio infantil
Malaui es uno de los países más pobres del mundo y tiene una tasa de infección del VIH superior al 10%.  Una encuesta de las Naciones Unidas que data de 2012 reveló que más de la mitad de las niñas de Malaui se casaban antes de los 18 años para llevar dinero a su familia, clasificando a este país entre los que tienen la tasa de matrimonios infantiles más elevada del mundo, con tasas especialmente elevadas en las zonas rurales. Las niñas, a veces de tan solo siete años, son sometidas a tradiciones de abuso sexual que incluyen campamentos de iniciación sexual para la kusasa fumbi (limpieza). En 2015, Malaui aprobó una ley que prohibía el matrimonio antes de los 18 años. Sin embargo, la constitución y el derecho consuetudinario administrado por las autoridades tradicionales siguen diciendo que los niños pueden casarse si los padres están de acuerdo.
Theresa Kachindamoto militó para que la prohibición del matrimonio infantil estuviese regulada en el código civil. En 2015, Malaui hizo aprobar una ley que prohíbe el matrimonio antes de los 18 años. La constitución y las autoridades tradicionales autorizan sin embargo todavía el matrimonio infantil si los parientes están de acuerdo.
Kachindamoto se inquietó al comprobar los altos índices de matrimonios infantiles en su distrito. No pudo persuadir a los padres para que cambiaran de opinión, pero consiguió que los 50 subjefes del distrito aceptaran abolir el matrimonio infantil y anular las uniones existentes. Despidió a cuatro subjefes responsables de zonas en las que continuaban los matrimonios infantiles, y posteriormente los reincorporó cuando tuvo la confirmación de que esos matrimonios habían sido anulados. Hasta 2019, había conseguido anular más de 3500 matrimonios precoces[3] Sus acciones le han valido el reconocimiento internacional.
En junio de 2015, declaró al Maravi Post: "He puesto fin a 330 matrimonios, sí, de los cuales 175 eran de niñas y 155 de niños. Quería que volvieran a la escuela y eso ha funcionado, dijo a Nyasa Times: "No quiero matrimonios de jóvenes, deben ir a la escuela. Ahora hemos establecido nuestras propias leyes para gobernar a todo el mundo dentro de mi área en lo que respecta a los matrimonios y no dejaremos ninguna vaca sagrada. ... No se debe encontrar a ningún niño holgazaneando en casa, trabajando en el jardín o haciendo cualquier tarea doméstica durante el horario escolar. Ningún jefe de aldea, GVH o clérigo eclesiástico oficiará el matrimonio antes de examinar las fechas de nacimiento de la pareja”.
Los matrimonios anulados eran consuetudinarios, regulados por los jefes, y no oficiales. La jefa Kachindamoto trabajó con grupos de madres, profesores, comités de desarrollo de las aldeas, líderes religiosos y organizaciones no gubernamentales. Se encontró con la resistencia de los padres y de las propias parejas, especialmente de los padres pobres cuando se había pagado una dote. Consideraba que la campaña puerta a puerta fue el factor que tuvo mayor impacto para conseguir el acuerdo de anulación de las uniones. ONU Mujeres y UNICEF tienen previsto trabajar con los líderes tradicionales de otros lugares para reproducir las buenas prácticas de la jefa Kachindamoto de cara a la reducción de los matrimonios infantiles.
Kachindamoto dice: "Educa a una niña y educarás a toda la zona... Educas al mundo".

## Reconocimientos
En 2018, recibió, junto a las activistas africanas en defensa de los derechos humanos, Hulo Guillabert, Victoria Nyanjura y Oumou Sall-Seck, el Premio el XVI Premio Internacional Navarra a la Solidaridad, que reconoce a personas, ONG o instituciones destacadas en la consecución de los Objetivos de Desarrollo Sostenible de la ONU.